# Koi-Koi

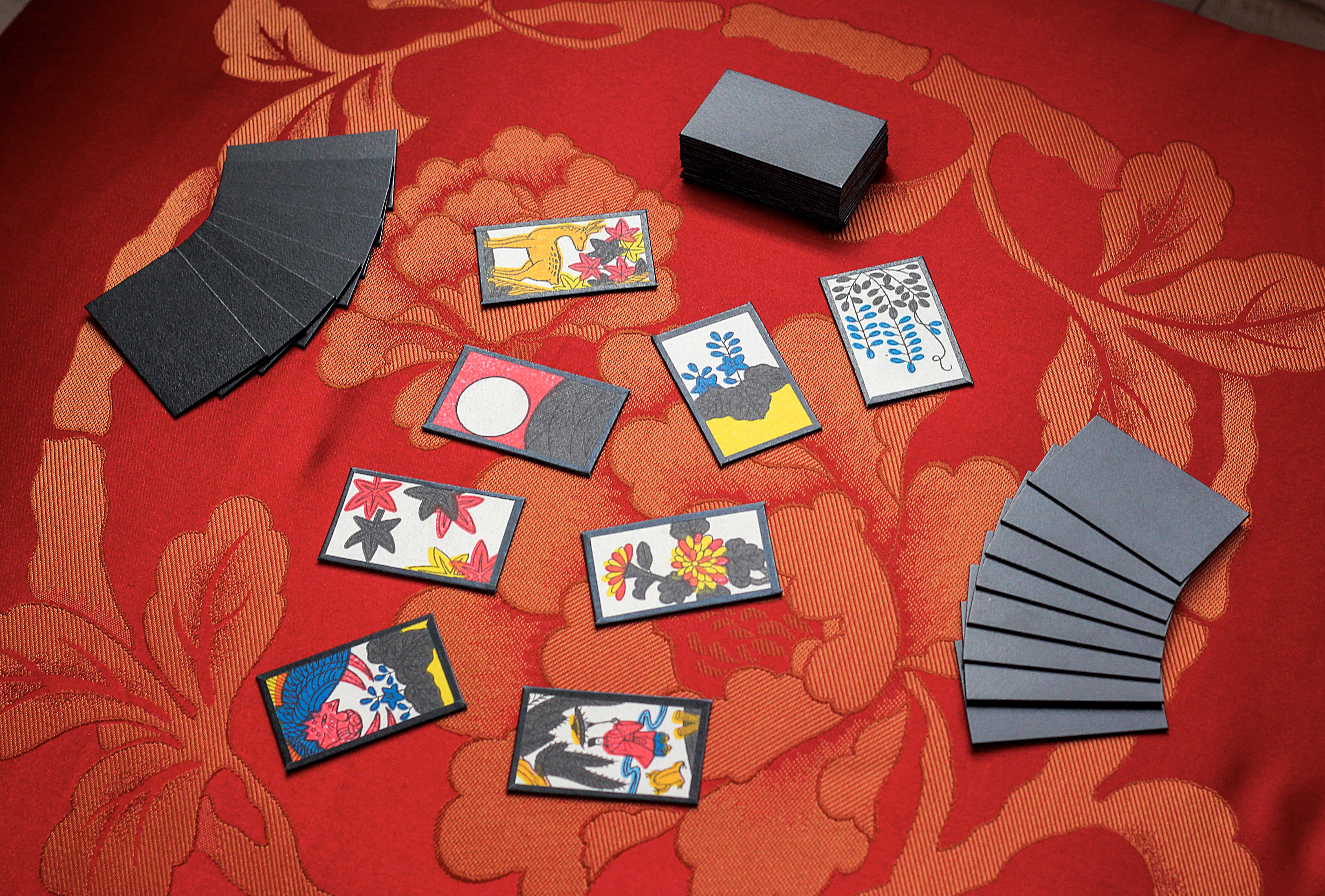
Startsituatie in een potje Koi-Koi

Koi-Koi (Japans: こいこい, vrij vertaald "kom maar op") is een spel voor twee spelers dat wordt gespeeld met Japanse hanafuda-kaarten. Het is het bekendste hanafuda-spel in Japan, en het lijkt sterk op het spel Go-Stop in Zuid-Korea.
Zoals bij veel hanafuda-spellen, combineer je kaarten uit je hand met kaarten van dezelfde maand op het speelveld om die kaarten te verzamelen. In tegenstelling tot veel verwante spellen, leveren individuele kaarten geen punten op, en worden er alleen punten gewonnen met kaartcombinaties. Een onderscheidend kenmerk van Koi-Koi is de keuze of je de ronde beëindigt of doorgaat.
Vergeleken met andere hanafuda-spellen is Koi-Koi relatief jong. Pas na de jaren vijftig werd het een algemeen bekend spel. Het eerste boek waarin de regels werden uitgelegd, werd in 1958 gepubliceerd.

## Spelverloop
1. Aan het begin van een ronde wordt bepaald wie de deler is. In de eerste ronde wordt het willekeurig bepaald.[a] In de daaropvolgende rondes is het gebruikelijk dat de winnaar van de voorgaande ronde de deler wordt. In geval van gelijkspel blijft de deler dezelfde speler.[b]
2. De deler deelt 8 open kaarten op tafel en 8 gesloten kaarten aan beide spelers.[c] De overige kaarten vormen een trekstapel van gesloten kaarten. (Als er vier kaarten uit dezelfde maand op het speelveld verschijnen, worden de kaarten geschud en opnieuw verdeeld.)
3. Beginnend met de dealer, spelen de spelers om de beurt als volgt: eerst een kaart uit de hand op het speelveld spelen, en vervolgens een kaart van de stapel omdraaien en op het veld spelen. Wanneer je een nieuwe kaart op het veld legt en er al een andere kaart ligt van dezelfde plant/maand als de geplaatste kaart, zijn die twee kaarten van jou, en leg je ze open voor je neer. Als er al twee kaarten van dezelfde maand op het veld liggen (die nog niet zijn gematcht met een andere kaart), moet je een van de twee kiezen om een paar mee te maken. Als er al drie kaarten van dezelfde maand op tafel liggen, kan je ze alle drie pakken met de vierde kaart.
4. Aan het einde van de beurt, als een speler nieuwe punten heeft behaald met kaarten die die dezelfde beurt heeft gepakt, moet die speler beslissen of die de ronde wil beeindigen of voortzetten. Als je de ronde voortzet, zeg je "koi-koi" of alleen "koi" (betekenis: "kom" of "kom maar op").
5. Degene die de ronde beëindigt, krijgt punten op basis van de waarde van de kaartcombinaties die gemaakt kunnen worden met de kaarten die die gepakt heeft. De andere speler krijgt 0 punten, ongeacht of die eerder al combinaties heeft kunnen maken. Als iemand aan het begin van de beurt geen kaarten meer in de hand heeft, eindigt de ronde in gelijkspel en ontvangen beide spelers 0 punten, ongeacht van of ze eerder combinaties hebben gemaakt.
6. Schud de kaarten aan het einde van de ronde en begin weer bij stap 1.

Meestal wordt het spel zo gespeeld, dat de winnaar degene is die aan het einde van een vooraf bepaald aantal rondes de meeste punten heeft gewonnen. Traditioneel worden er 12 ronden gespeeld (een voor elke maand van het jaar), maar 6 rondes komt ook regelmatig voor. Er kan ook worden afgesproken dat de winnaar de eerste is die een vooraf bepaald puntentotaal bereikt.

## Kaartcombinaties
Combinaties en hun waarden kunnen sterk variëren tussen regio's en families, maar onderstaande combinaties worden het meest gebruikt bij Koi-Koi. Het is mogelijk om dezelfde kaart in meerdere kaartcombinaties te gebruiken. Het is nodig om de vier kaartrangen van hanafuda te kennen.
| naam                                                                   | uitleg | punten | afbeelding      |
| ---------------------------------------------------------------------- | --- | ------ | --------------- |
| Vijf lichten (五光, gokō)                                              | Alle 5 lichtkaarten (hikari) Kombineert niet met "vier lichten", "vier lichten met regen", of "drie lichten". | 10     |                 |
| Vier lichten (四光, shikō)                                             | Alle lichtkaarten behalve de parapluman Kombineert niet met "drie lichten".                                   | 8      |                 |
| Vier lichten met regen (雨四光, ame shikō)                             | De parapluman en 3 willekeurige andere lichtkaarten Kombineert niet met "drie lichten".                       | 7      | (één voorbeeld) |
| Drie lichten (三光, sankō)                                             | Drie lichtkaarten zonder de parapluman                                                                        | 5      | (één voorbeeld) |
| Hanami met sake (花見で一杯, hanami de ippai; of 花見酒, hanamizake)   | Het gordijn (van kersenbloesem) en het sake-kopje (van chrysant)                                              | 5      |                 |
| Tsukimi met sake (月見で一杯; tsukimi de ippai; of 月見酒 tsukimizake) | De vollemaan (van prachtriet) en het sake-kopje (van chrysant)                                                | 5      |                 |
| Zwijn-hert-vlinders (猪鹿蝶, ino-shika-chō)                            | Het everzwijn (van struikklaver), het hert (van esdoorn), en de vlinders (van pioenroos)                      | 6      |                 |
| Rode strookjes (赤短, akatan)                                          | Alledrie de rode strookjeskaarten met opschrift (van dennenboom, pruimenbloesem en kersenbloesem)             | 6      |                 |
| Blauwe strookjes (青短, aotan)                                         | Alledrie de blauwe/paarse strookjeskaarten (van pioenroos, chrysant en esdoorn)                               | 6      |                 |
| Zaden (of "dieren") (たね, tane)                                       | 5 willekeurige zaaikaarten (ookwel "dierkaarten") +1 punt voor elke extra zaaikaart                           | 1+     | (één voorbeeld) |
| Strookjes (たん, tan)                                                  | 5 willekeurige strookjeskaarten +1 punt voor elke extra strookjeskaart                                        | 1+     | (één voorbeeld) |
| Rommel (かす, kasu)                                                    | 10 willekeurige gewone kaarten +1 punt voor elke extra gewone kaart                                           | 1+     | (één voorbeeld) |

Het sake-kopje  heeft een bijzondere eigenschap: hij kan tegelijkertijd als zaai-/dierkaart en als gewone kaart fungeren.

### Combinaties in de hand
Als iemand aan het begin van een ronde één van onderstaande combinaties op hand heeft, wint die speler de ronde met 6 punten.
- Vier paren (くっつき, kuttsuki) - viermaal twee kaarten van dezelfde maand
- Kwartet (手四, teshi) - vier kaarten van dezelfde maand

## Puntentelling
Degene die de ronde stopt, krijgt punten gelijk aan de som van alle combinaties die die gemaakt heeft. Deze punten worden verdubbeld als:
- de waarden van de combinaties in totaal 7 of meer zijn,
- de andere speler al eerder "koi-koi" heeft verklaard.

Als beide het geval zijn, worden de punten verviervoudigd.